# كايتي لوتز
كايتي ماري لوتز (بالإنجليزية: Caity Lotz)‏ (مواليد 30 ديسمبر 1986، سان دييغو، كاليفورنيا) ممثلة، راقصة، مغنية، عارضة أمريكية.
يعتبر دور «آيفا» في فيلم الآلة (2013) أهم أدوراها ورشحت عنه لنيل جائزة السينما المستقلة البريطانية لأفضل ممثل واعد ، بدأت حياتها المهنية كراقصة، بجولة مع أفريل لافين وليدي غاغا، وبطولة في أشرطة الفيديو والموسيقى، بما في ذلك سيدة غاغا في 2005.

## روابط خارجية
- كايتي لوتز على موقع IMDb (الإنجليزية)
- كايتي لوتز على موقع ميتاكريتيك (الإنجليزية)
- كايتي لوتز على موقع روتن توميتوز (الإنجليزية)
- كايتي لوتز على موقع قاعدة بيانات الأفلام العربية
- كايتي لوتز على موقع ألو سيني (الفرنسية)
- كايتي لوتز على موقع تيرنر كلاسيك موفيز (الإنجليزية)
- كايتي لوتز على موقع أول موفي (الإنجليزية)
- كايتي لوتز على موقع قاعدة بيانات الأفلام السويدية (السويدية)
- كايتي لوتز على موقع قاعدة بيانات الفيلم (الإنجليزية)
- كايتي لوتز على موقع ليتربوكسد (الإنجليزية)